# Caio Lélio Sapiente
Caio Lélio Sapiente (em latim: Caius Laelius Sapiens) foi um político da gente Lélia da República Romana eleito cônsul em 140 a.C. com Quinto Servílio Cepião. Era filho do fiel companheiro de guerra de Cipião Africano, Caio Lélio, que foi cônsul em 190 a.C.. É conhecido por sua lealdade, militar e política, a Cipião Emiliano.

## Carreira
Sapiente nasceu em 188 a.C., dois anos depois da eleição de seu pai para o consulado e tentou, sem sucesso, ser nomeado pelo Senado Romano para combater o rei selêucida Antíoco III, o Grande, durante a Guerra romano-síria. Não se conhece a identidade de sua mãe.
Lélio foi tribuno da plebe em 151 a.C., pretor em 145 a.C. e candidato ao consulado em 141 a.C, mas retirou sua candidatura por causa das falsas promessas do homem novo Quinto Pompeu Aulo, que prometeu renunciar, mas, no último instante, reapresentou sua candidatura depois de Lélio ter formalizado a sua retirada do pleito. Pompeu, que era de uma família tradicionalmente ligada aos Cipiões, acabou eleito com Cneu Servílio Cepião.
Cipião Emiliano finalmente conseguiu eleger seu amigo no ano seguinte com Quinto Servílio Cepião, o terceiro irmão da gente Servília a alcançar o consulado de forma sucessiva. De grande saber filosófico, Lélio carecia de talento militar, como ficou claro durante a sua campanha na Guerra Lusitana contra o líder rebelde Viriato, na qual se revelou muito mais um estadista do que um soldado.
Ganhou seu cognome "Sapiente" em latim: "Sapiens" – "sábio") devido à sua decisão de não levar adiante seus esforços em prol de uma reforma político-agrária que começava a criar graves discussões no Senado. Esta reforma havia sido proposta primeiro por Cipião Emiliano, mas, devido à falta de consenso no Senado, Lélio decidiu abandoná-la, pois achava pouco prudente avivar disputas entre senadores, especialmente se estas discussões pudessem provocar um cisma político com o chamado "Círculo de Cipião". Depois de abandonada por Cipião e seus aliados, a mesma reforma foi retomada mais tarde por Públio Múcio Cévola e Públio Licínio Crasso Dives Muciano até finalmente cair nas mãos dos famosos irmãos Graco, Tibério e Caio.

## Importância cultural
Lélio era membro do "Círculo de Cipião", um grupo de amigos, aliados políticos e amantes do helenismo que se uniram sob a liderança do rico e bem relacionado Cipião Emiliano, herdeiro do poderoso clã dos Cipiões. Emiliano atuou como mecenas de estudiosos, filósofos e historiadores de origem grega, incluindo Políbio e Terêncio. Era amigo de Marco Pacúvio e Caio Lucílio.
Lélio teve dois genros que alcançaram o consulado, Caio Fânio Estrabão, que foi cônsul em 122 a.C. com a ajuda de Caio Graco, e Quinto Múcio Cévola Áugure, eleito em 117 a.C., que foi um destacado jurista e retórico, mentor de grandes romanos, inclusive Cícero, que aprendeu muito sobre Lélio a partir dele.
Em sua obra "Laelius De amicitia"), Cícero apresenta Lélio e Cipião como o paradigma da amizade.
Lélio também se destacou em sua atividade como áugure, já que, segundo Cícero, "Lélio" e "bom augúrio" eram termos intercambiáveis.

## Família
Segundo Cícero, baseando-se em informações de primeira mão recebidas de Cévol Áugure, Lélio permaneceu casado a vida toda com uma mesma mulher, cujo nome ele não menciona. Deste casamento nasceram duas filhas, que se casaram respectivamente com dois futuros cônsules. Segundo Cícero, a esposa de Cévola Áugure e a filha deles eram conhecidas em Roma pela pureza de seu latim. Esta filha se casou com Lúcio Licínio Crasso Orador, cônsul em 95 a.C.. Crasso e sua esposa Múcia tiveram duas filhas, uma das quais se casou com o pretor Públio Cornélio Cipião Násica e a outra, com Quinto Cecílio Metelo Pio. Através desta, descendem de Lélio vários cônsules e censores, incluindo Quinto Cecílio Metelo Pio Cipião Násica Corneliano.

## Anos finais
Depois do tribunato de Tibério Graco, em 133 a.C., suas opiniões políticas começaram a mudar. Ajudou os cônsules de 132 a.C. a examinar o caso de Caio Blóssio de Cumas e de outros partidários de Tibério. Dois anos depois, discursou contra a "Rogativa Papíria", que tencionava permitir que os tribunos da plebe pudessem ser reeleitos indefinidamente.
Mas, apesar de Lélio ter sido um vigoroso opositor dos líderes populares de sua época — os tribunos Caio Licínio Crasso (145 a.C.), Cneu Papírio Carbão (131 a.C.) e Caio Graco (123-2 a.C.) — não tinha as qualidades de um grande orador. Apesar de seus discursos terem sido melhores que os de seu contemporâneo e rival Sérvio Sulpício Galba, este era, sem dúvida, mais eloquente.
Lélio é o principal interlocutor no diálogo "De Amicitia", de Cícero, um dos oradores em "De Senectute" e, em "De Republica", representa a realidade da justiça contra o cético Filo.